# 奧拉夫岩 (南喬治亞群島)
奧拉夫岩（英語：Olav Rocks），是南極洲的岩石，位於南喬治亞群島，處於克魯角東南面1.1公里，由英國研究隊繪入地圖，該岩石由英國海外領土管轄。